# Kathleen Berry
Kathleen Berry (* um 1909; † unbekannt) war eine englische Tischtennisspielerin. Sie gehörte in den 1920er Jahren zu Englands besten Spielerinnen. 1934 holte sie bei der Weltmeisterschaft Bronze im Mixed.

## Werdegang
Berry, die Tochter eines Schuldirektors, erzielte in den 1920er Jahren zahlreiche nationale Erfolge. Sie spielte zunächst im Penholder-Stil defensiv, stellte sich dann jedoch auf Angriff und Shakehand um. Bei den Nationalen englischen Meisterschaften kam sie 1921/22 bis ins Endspiel. In den folgenden drei Jahren gewann sie jedes Mal den Einzeltitel. 1925/26 nahm sie an der englischen Meisterschaft nicht teil.
Weitere nationale Turniergewinne:
- 1922     Harrods Open
- 1922/23  Daily Mirror British Championship
- 1924/25  Middlesex Championship
- 1924/25  London League Championship
- 1925/26  Middlesex Championship
- 1925/26  London League Championship

Nach einer Niederlage in der Saison 1921/22 blieb sie bis zur Weltmeisterschaft 1926 ungeschlagen.
Berry wurde dreimal für Weltmeisterschaften nominiert, nämlich 1926, 1934 und 1935. Dabei trat sie 1926 mit ihrem Bruder im Mixed an. Erfolgreicher war sie 1934 in Paris, als sie im Mixed mit László Bellák das Halbfinale erreichte. Im Doppel kam sie 1934 und 1935 ins Viertelfinale.

## Turnierergebnisse
| Verband | Veranstaltung     | Jahr | Ort     | Land | Einzel        | Doppel        | Mixed      | Team |
| ------- | ----------------- | ---- | ------- | ---- | ------------- | ------------- | ---------- | ---- |
| ENG     | Weltmeisterschaft | 1935 | Wembley | ENG  | letzte 64     | Viertelfinale | letzte 16  |      |
| ENG     | Weltmeisterschaft | 1934 | Paris   | FRA  | Viertelfinale | Viertelfinale | Halbfinale |      |
| ENG     | Weltmeisterschaft | 1926 | London  | ENG  | Viertelfinale |               | letzte 16  |      |